# Институт Милтън Фридман
Институт Милтън Фридман (на английски: Milton Friedman Institute, MFI), ИМФ, е академичен институт, основан от Чикагския университет като съвместен, кросдисциплинарен център за оригинални и иновационни изследвания в икономиката. Стреми се да подкрепя изследвания, които използват мощни средства за икономически анализ върху реални проблеми и въпроси.
Когато през 2008 г. ректорът на Университета Робърт Цимер оповестява създаването на Института, той определя за негови цели създаването на „първостепенна интелектуална дестинация за икономисти чрез създаване на силен форум за ангажимента на учените и студентите в него с изследователи и лица, определящи държавните политики по света“. .
Институтът получава името си в чест на най-известния професор в миналото от Чикагския университет – Милтън Фридман. ИМФ насърчава изследвания, които са свързани с традицията на Чикагския университет и аналитичната строгост и иновация от работата на Фридман.
Институтът приема гостуващи изследователи, работещи във всички подполета на икономиката, бизнеса, правото и свързани полета като държавната политика и медицината. Той е домакин на уъркшопове, семинари и лекции, които се фокусират върху фундаменталните въпроси, засягащи тези полета.